# Armin E. Möller
Armin E. Möller (* 1943 in St. Pölten, Österreich) ist ein deutscher Hörfunkjournalist und Sachbuchautor.
Nach Schulbesuch und Studium in Mannheim absolvierte er eine Ausbildung bei der Badischen Zeitung, seit Ende der 1960er Jahre war er als Redakteur in der Abteilung Wirtschaft des WDR-Hörfunks in Köln Spezialist für Verbrauchersendungen und Features.

## Veröffentlichungen (Auswahl)
- Hawaii, Dormagen : Iwanowski’s Reisebuchverlag, 9. Auflage, 2017, ISBN 978-3-86197-158-0
- 101 Reisen mit der Eisenbahn – Reiseführer von Iwanowski : Die schönsten Strecken in aller Welt, Iwanowski’s Reisebuchverlag, 2013, ISBN 978-3-86457-092-6
- Der grosse Schnäppchenführer Fabrikverkauf Nordrhein-Westfalen : 300 starke Marken in 1 Band, Filderstadt : Schnäppchenführer-Verlag, 2005, ISBN 978-3-936161-29-8
- Koreanisch vegetarisch : die kaum bekannte, fettarme, phantasievolle und küchenfreundliche Art asiatisch zu kochen, Weil der Stadt : Hädecke Verlag, 2005, ISBN 978-3-7750-0457-2
- Der Küchen-Organizer : [Tipps, Tricks und Rezepte zum Zeitsparen in der Küche], Weil der Stadt : Hädecke Verlag, 2002, ISBN 978-3-7750-0348-3